# 郁久閭吐賀真
郁久閭 吐賀真（漢音：いくきゅうりょ とかしん、拼音：Yùjiŭlǘ Tŭhèzhēn、? - 450年または464年）は、柔然の可汗。呉提の子。可汗号は処可汗（しょかがん）といい、“唯可汗”という意味である。『資治通鑑』では処羅可汗、『宋書』では菟害真と表記。

## 生涯
太平真君5年（444年）、呉提が死去すると、子の吐賀真が即位して、処可汗と号した。
太平真君10年（449年）1月、太武帝の車駕は北伐を開始した。高涼王の拓跋那は東道に、略陽王の拓跋羯児は西道に、太武帝の車駕は拓跋晃とともに中道から涿邪山に出た。柔然別部帥の爾綿他抜らは千家余りを率いて北魏に投降した。この時、北魏軍が行軍すること数千里。吐賀真は即位したばかりだったので、懼れて遠方に逃れた。9月、太武帝の車駕は再び北伐を行った。高涼王の拓跋那は東道に、略陽王の拓跋羯児は中道に出でて、諸軍とともに地弗池で合流することを約束した。吐賀真は柔然の精鋭全軍を率いており、軍需物資は非常に豊富であった。吐賀真は拓跋那を包囲し、包囲網は数十重に及んだ。拓跋那は周囲に長い塹壕を掘って防備を固め、数日間、対峙した。吐賀真は何度も戦闘を仕掛けたが勝利できなかった。拓跋那が少ない兵力で防備を固めているので、大軍が到来しようとしていると疑い、夜に包囲を解いて逃走した。拓跋那が軍を率いて吐賀真を追撃すること、九日九夜。ますます吐賀真は懼れて、輜重を放棄し、穹窿嶺を越えて遠方に逃れた。拓跋那は非常に多くの輜重を手に入れ、軍を率いて帰還し、太武帝の車駕と広沢で合流した。略陽王の拓跋羯児は柔然の民衆や家畜百万頭余りを全て収容した。これより吐賀真は孤立・弱体化して、遠方に逃れてしまったので、北魏は辺境の警戒を緩められるようになった。
太安4年（458年）、文成帝の車駕は北方を征討した。騎兵10万、車両15万。旌旗は千里に続き、大漠（ゴビ砂漠）を渡った。吐賀真は遠方に逃れ、柔然莫弗の烏朱駕頽は民衆数千落を率いて北魏に降伏した。文成帝は石碑に刻んで功績を記すと帰還した。
和平5年（464年）、吐賀真が死去し、子の予成が即位して、受羅部真可汗と号した。

## 脚註
1. 1 2  『魏書』蠕蠕伝には「和平五年（464年）吐賀真死」とあるが、『宋書』索虜伝の太武帝が宋に送った書に「芮芮呉提以死、其子菟害真（吐賀真）襲其凶迹、以今年（宋元嘉二十七年）二月復死」とあり、北魏の太平真君11年（450年）2月に吐賀真が死んだことになっている。
2. ↑  白鳥庫吉・藤田豊八は“処”を蒙古語のdje（然り）の音訳とした。

## 参考資料
- 『宋書』（索虜伝）
- 『魏書』（列伝第九十一 蠕蠕）
- 『北史』（列伝第八十六 蠕蠕）
- 内田吟風『北アジア史研究 鮮卑柔然突厥篇』（同朋舎出版、1975年、ISBN 4810406261）